# Ankylopteryx tristicta
Ankylopteryx tristicta är en insektsart som beskrevs av Navás 1910. Ankylopteryx tristicta ingår i släktet Ankylopteryx och familjen guldögonsländor. Inga underarter finns listade i Catalogue of Life.